# Cocone v
cocone v 株式会社（ココネ ブイ、cocone v corporation）は、オンラインゲームおよびコミュニティサービスの運営・オペレーション・テスト・デザイン・顧客対応業務を行う日本の企業。cocone ONE株式会社の完全子会社。
旧商号は「NHNハンゲーム株式会社」で、大韓民国に本社を置くNHNエンターテインメントの日本法人「NHN JAPAN」の子会社であった。

## 沿革
- 2009年1月 - NHST Japan株式会社として設立。
- 2011年3月 - NHN Service Technology株式会社に商号変更。
- 2013年12月 - PlayArt Fukuoka株式会社に商号変更[3]。
- 2015年10月 - NHN PlayArt（初代、現・NHN JAPAN）よりハンゲーム事業を譲受し、商号をNHN ハンゲーム株式会社に変更[4]。
- 2019年8月 - ココネ株式会社の完全子会社となり、cocone fukuoka株式会社に商号変更。提供サービスである「ハンゲーム」についてもサービス名を「ハンゲ（hange）」へと順次変更される[5]。
- 2022年5月 - cocone v株式会社に商号変更[6]。